# Stazione di Bronte Casello 54
La stazione di Bronte Casello 54, meglio nota come Fermata Casello 54, è una fermata ferroviaria della ferrovia Circumetnea e serve i quartieri meridionali della città di Bronte.

## Storia
La Fermata Casello n. 54 venne costruita a sud della cittadina di Bronte; almeno sino ai primi anni del 2000, essa fungeva da vera e propria stazioncina sussidiaria e rivestiva una certa importanza per il movimento dei passeggeri della zona, in particolare per gli studenti.

## Caratteristiche
Il fabbricato è ubicato a sud, si sviluppa su un solo livello ed è rivolto alla sinistra rispetto al senso di marcia della strada ferrata.
Sulla parte frontale del fabbricato è presente, a grandi caratteri, la scritta "FERMATA Cas. 54".
Il fabbricato è impresenziato e risulta essere completamente murato da parecchi anni, similmente a tanti altri fabbricati dell'intera tratta ferroviaria.
Come altri pochi fabbricati della ferrovia, ha sempre mantenuto la tradizionale colorazione gialla, come la stazione di Paternò.

## Movimento
La fermata di Bronte Casello 54 è servita da treni in servizio fra Catania e Riposto.
Al 2024, ci sono 4 treni per Riposto e 5 treni per Catania che effettuano la fermata al suddetto casello, per un totale di 9 treni giornalieri.